# Sultan Naga Dimaporo
Sultan Naga Dimaporo (Bayan ng Sultan Naga Dimaporo) är en kommun i Filippinerna. Kommunen ligger på ön Mindanao, och tillhör provinsen Lanao del Norte. Folkmängden uppgår till 41 865 invånare.

## Barangayer
Sultan Naga Dimaporo är indelat i 37 barangayer.
| - Bangaan - Bangko - Bansarvil II - Bauyan - Cabongbongan - Calibao - Calipapa - Calube - Campo Islam - Capocao - Dableston - Dalama - Dangolaan - Ditago | - Ilian - Kauswagan - Kirapan - Koreo - Lantawan - Mabuhay - Maguindanao - Mahayahay - Mamagum - Mina - Pandanan - Payong - Piraka | - Pikalawag - Pikinit - Poblacion - Ramain - Rebucon - Sigayan - Sugod - Tagulo - Tantaon - Topocon |